# Honda CBR-600F
Honda CBR 600 F, známá jako „Hurricane“, je sportovní motocykl japonské firmy Honda vyráběný ve své první verzi v letech 1987–1990.

## Technické údaje (model z roku 1999 F4)

### Motor
- Zdvihový objem: 599 cm³
- Největší výkon: 81 kw (110 k) při 12 500 ot/min
- Největší točivý moment: 67 Nm (6,8 kpm) při 10 500 ot/min
- Stavba motoru: řadový 4 Válec
- Dvou/čtyřdobý: čtyřdobý
- Vrtání × zdvih: 67 × 42,5 mm
- Kompresní poměr: 12:1
- Ventilový rozvod: DOHC 4 ventily na válec rozvod řetězem
- Karburátor: 4 karburátory Keihin o průměru 36 mm
- Alternátor: 343 W
- Akumulátor: 12 V 8 Ah
- Počet převodových stupňů: 6
- Sekundární převod: řetěz
- Mazání: olejové čerpadlo
- Chlazení: vodou chlazené
- Hmotnost motoru 59 kg (130 lb)

### Podvozek
- Druh rámu: mostový
- Materiál rámu: hliník
- Zdvih kola P/Z: 120/120 mm
- Úhel hlavy řízení: 66
- Stopa kola: 96 mm
- Rozvor kol: 1 390 mm
- Brzdy v P/Z: dvě kotoučové / jedna kotoučová
- Přední pneumatika: 120/70 ZR 17
- Zadní pneumatika: 180/55 ZR 17

### Míry,hmoty
- Výška sedla nad zemí: 800 mm
- Pohotovostní hmotnost: 211 kg
- Celková hmotnost: 397 kg
- maximální zatížení: dle země určení 175/179 kg

### Jízdní výkony
- Objem palivové nádrže: 18 l
- Spotřeba paliva: cca 5–8 l/100 km
- Zrychlení z 0 na 100 km/h: 4,1 s
- Maximální rychlost: cca 266 km/h